# Francisco Gimeno Arasa
Francisco Gimeno Arasa (kat. Francesc Gimeno i Arasa; ur. 4 lutego 1858 w Tortosie, zm. 22 listopada 1927 w Barcelonie) – hiszpański malarz pochodzący z Katalonii.
Specjalizował się w pejzażach i malarstwie marynistycznym, malował również portrety i sceny rodzajowe. Jego pierwszym nauczycielem był malarz Manuel Marqués. Dzięki wstawiennictwu litografa Francisca Tió Arasa wyjechał do Madrytu, gdzie studiował w Królewskiej Akademii Sztuk Pięknych św. Ferdynanda. Jego nauczycielem był tam pejzażysta Carlos de Haes. Arasa z powodzeniem brał udział w różnych edycjach Krajowej Wystawy Sztuk Pięknych. W 1889 roku wrócił do Barcelony.